# CN Tower

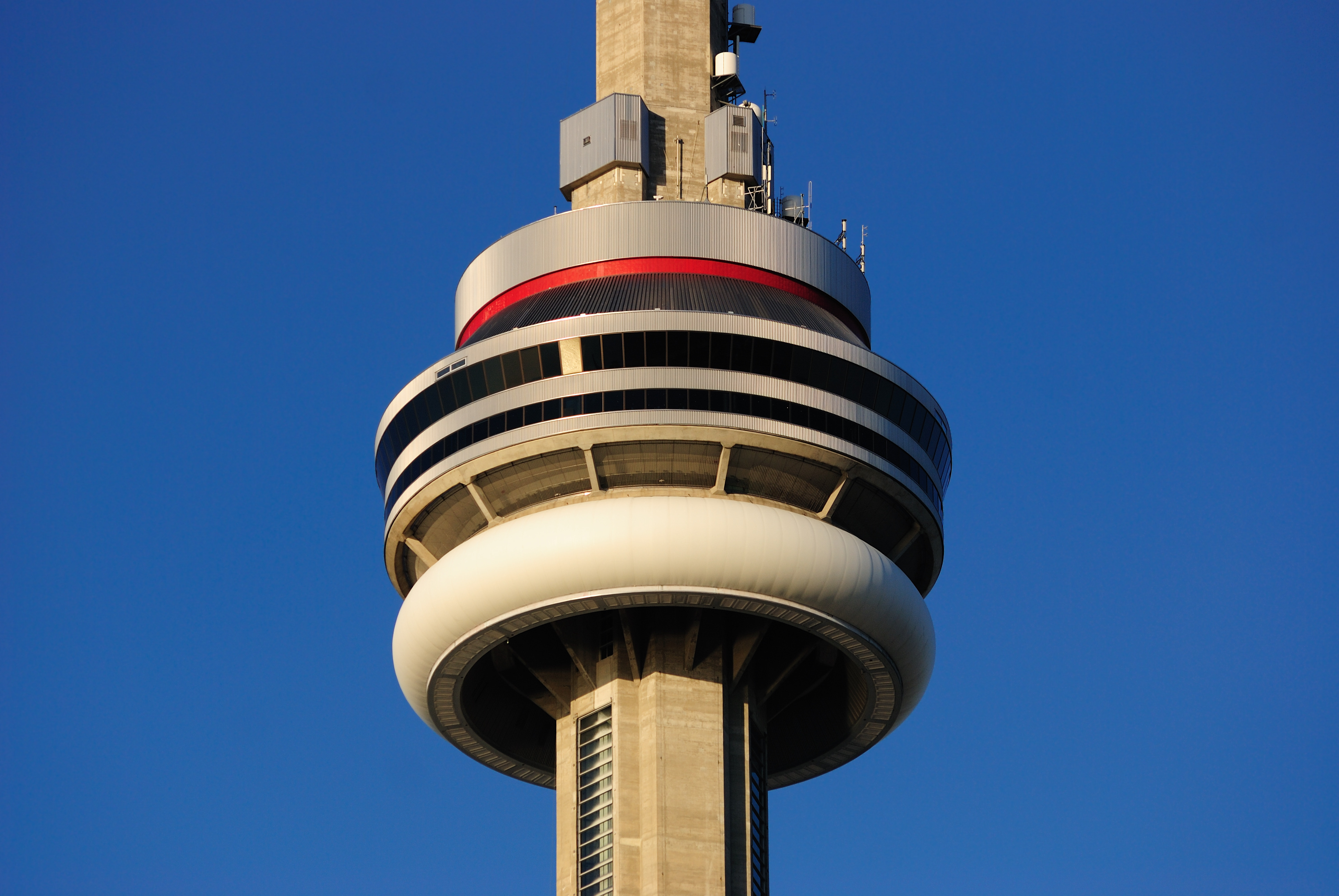
Kosz wieży Main Pod

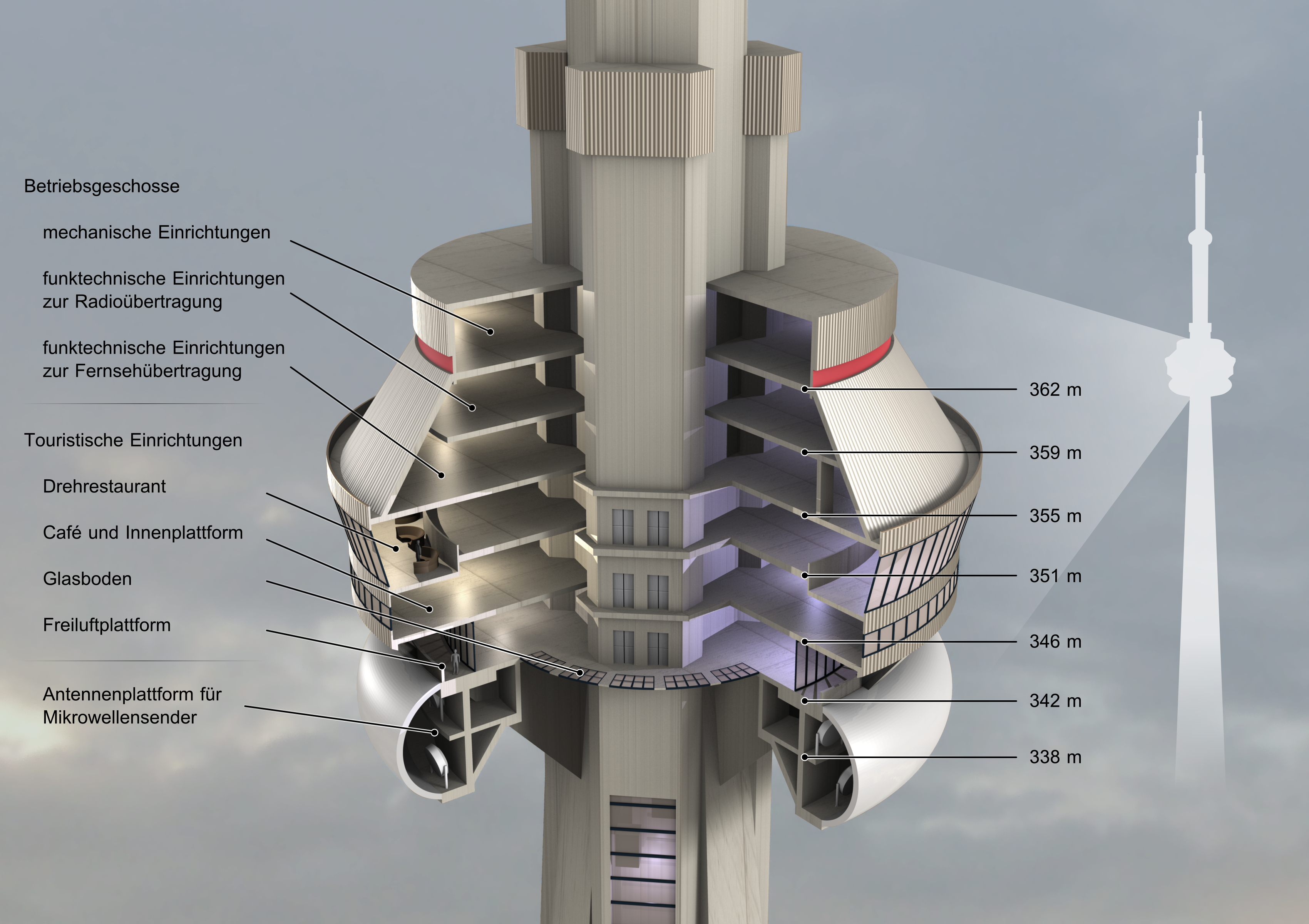
Schemat budowy kosza wieży

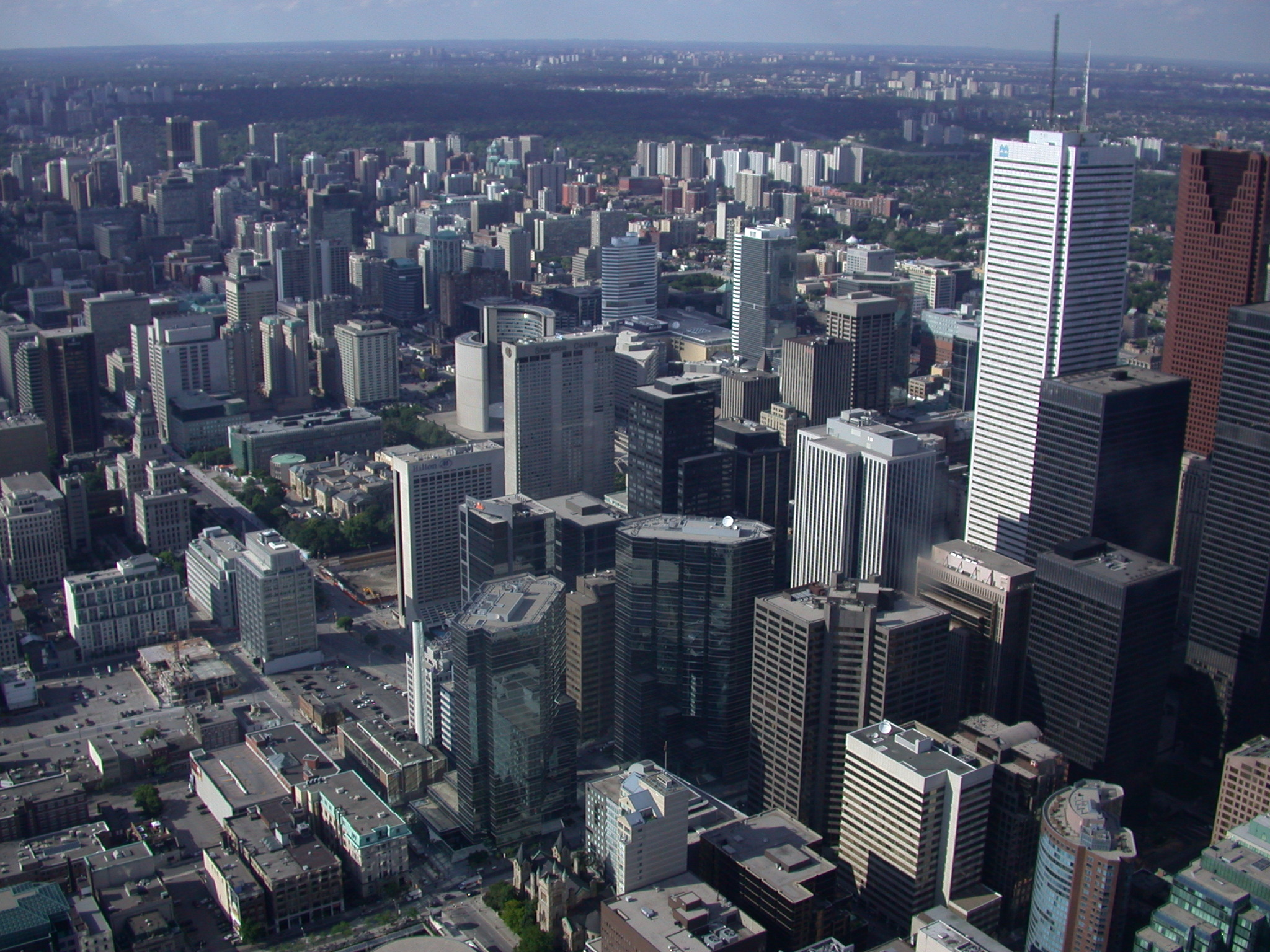
Widok z galerii obserwacyjnej

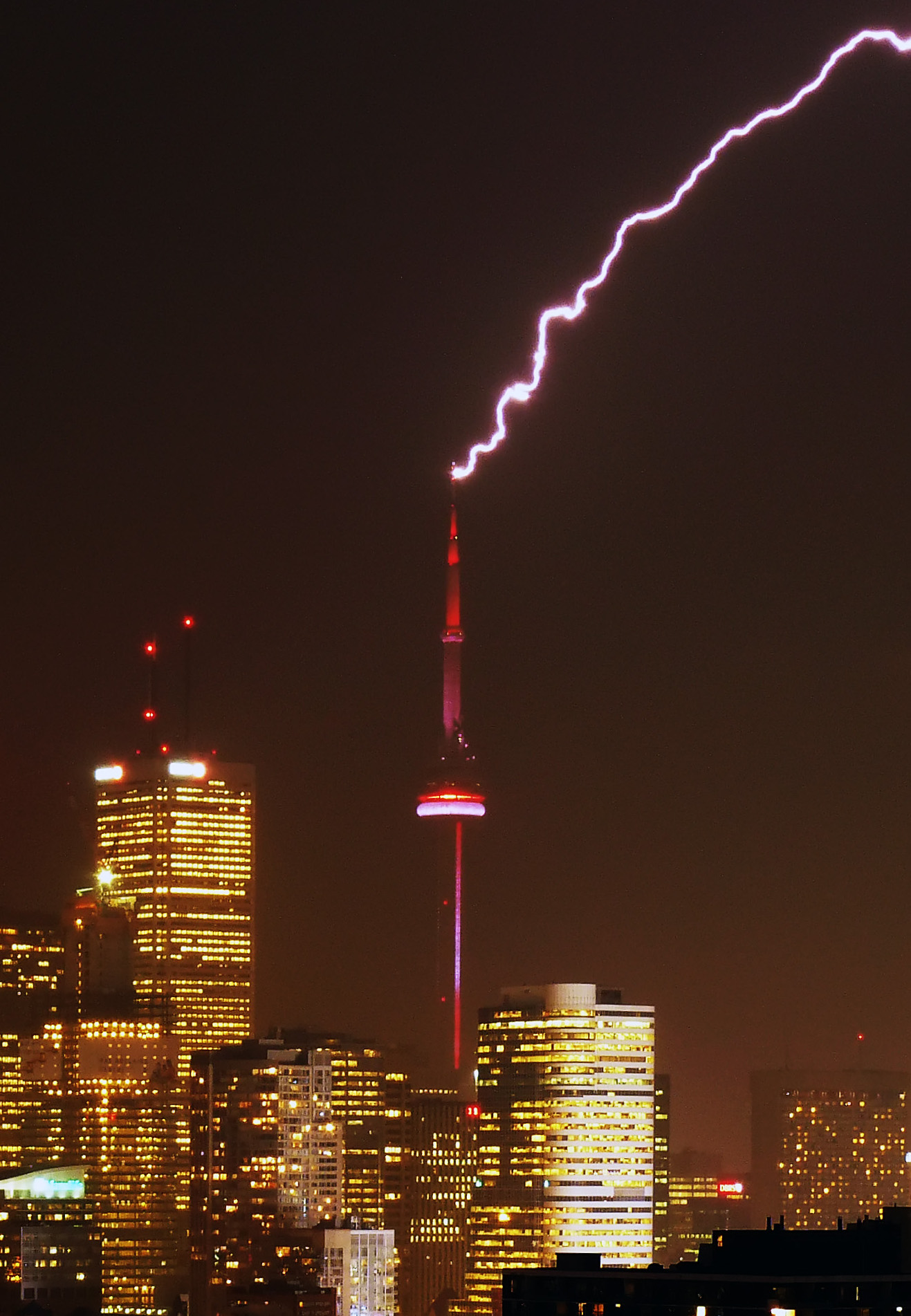
CN Tower trafiona piorunem (2008)

Wieża CN (ang. Canada's National Tower) – wieża o wysokości 553,33 metrów, znajdująca się w Toronto, w Kanadzie. Otwarta w 1976. Nazwa pochodzi od przedsiębiorstwa kolejowego Canadian National Railway (CN), które wybudowało wieżę, lecz następnie pozbyło się jej w latach 90. XX wieku, co spowodowało nieznaczną zmianę oficjalnej nazwy z zachowaniem skrótu. Do 13 września 2007 była to najwyższa wolnostojąca budowla na świecie (rekord został pobity przez Burdż Chalifa).
Działa jako wieża telewizyjna, ma ogólnodostępne tarasy widokowe, obrotową restaurację i kompleks rozrywkowy. Położona jest w centrum miasta, na styku Entertainment District, Financial District i Harbourfront. Obok wieży stoi Rogers Centre – pierwszy na świecie stadion z całkowicie odsłanianą kopułą.
CN Tower to najbardziej widoczny symbol i atrakcja miasta. Wieżę widać z każdego punktu miasta i z bardzo daleka poza nim. CN Tower przez ponad 25 lat był najwyższą wolnostojącą budowlą, wpisaną oficjalnie do Księgi rekordów Guinnessa. W pogodny dzień ze szczytu można dostrzec wodospad Niagara oraz Stany Zjednoczone po drugiej stronie jeziora Ontario.

## Okoliczności powstania i budowa
Projekt CN Tower powstał w lokalnych firmach John Andrews Architects i Webb Zerafa Menkes Housden Architects, obiekt budowały firmy kanadyjskie, badania przeprowadzali naukowcy z University of Toronto.
Podczas projektowania budowli architekci nie mieli na celu bicia rekordów, stało się to niejako przy okazji, ze względu na kłopoty komunikacyjne. W Toronto, po rozbudowie Financial District, gdzie umiejscowiło się wiele drapaczy chmur, sygnały telewizyjne zaczęły odbijać się od ich powierzchni i znacznie pogorszył się odbiór programów. Telewizja kablowa oraz satelitarna nie była jeszcze popularna, a powszechnym rozwiązaniem było umieszczanie anten na odpowiednio wysokich budynkach. Po zbudowaniu wieży, Toronto i okolica cieszy się najlepszym odbiorem sygnałów radiowych i TV w całej Ameryce Północnej.
W trakcie budowy architekci zaproponowali „dodanie” do projektu paru metrów, tak, aby przewyższyć wieżę telewizyjną Ostankino w Moskwie. Dodano także jedno piętro w kształcie obwarzanka, ponieważ pierwotny projekt nie mieścił przekaźników dla wszystkich chętnych.
Ta bardzo wysoka budowla, wbrew pozorom, nie jest głęboko zapuszczona w ziemię. Po badaniach okazało się, że do utrzymania konstrukcji wystarczy nieco ponad 15 metrów głębokości, bez kotwiczenia fundamentów.
Ponieważ struktura wieży to 3 wielkie betonowe nogi, układanie mieszanki betonowej musiało odbywać się w technologii ciągłej. Przez 24 godziny na dobę, 365 dni w roku struktura wznosiła się ku niebu. A ponieważ tamtejsze zimy potrafią być mroźne, dostarczany beton musiał być podgrzewany. CN Tower budowano przez 40 miesięcy. Zużyto 40 523,8 m³ betonu. Waga całego obiektu sięga 130 000 ton. Tak wielki obiekt kosztował 63 miliony ówczesnych dolarów (dziś to wartość około 300 milionów).
102-metrowy maszt na szczycie wieży był montowany po kawałku, przy pomocy potężnego latającego dźwigu – Sikorsky S64E Skycrane, nazwanego Olgą. Zajęło to kolejne 27 dni. Załoga – według różnych źródeł – wniosła od 40 do 44 segmentów masztu. Amerykańska załoga uczestnicząca w tej jedynej w swoim rodzaju operacji wspomina, że mieszkańcy Toronto uważali ich niemal za bohaterów. Oferowano darmowe bilety na mecze hokejowe, organizowano wycieczki turystyczne.
Ustawianie pierwszego fragmentu anteny nie obyło się bez kłopotów, gdy śmigłowiec nagle przemieścił się, co spowodowało wygięcie łącza. Robotnicy odspawali zaczepiony fragment, który pozostał połączony ze śmigłowcem, a ten wylądował jedynie z 14-minutowym zapasem paliwa. Gdy montowano ostatni fragment masztu, 2 kwietnia 1975, tłumy mieszkańców wyległy na ulice i do pobliskiego parku, by obserwować ten historyczny moment. Jeden z ekipy robotników, Paul Mitchell, po udanym przykręceniu ostatniej śruby, wdrapał się na sam szczyt i zatańczył radosny taniec na „dachu świata”, bez żadnych zabezpieczeń, na przestrzeni na której ledwie mógł ustać.
Obiekt budowały m.in. koleje Canadian National Railway (stąd skrót CN Tower), ale w 1995 własność została przeniesiona do Canada Lands Company i nie może być już odsprzedawana. Obecna oficjalna nazwa, Canada's National Tower, oznacza „Narodową Wieżę Kanady”. CN Tower jest dzierżawiona obecnie przez TrizecHahn Corporation.
Wiejący wiatr powoduje niewielkie, zamierzone odchyły konstrukcji. Przy wietrze wiejącym z prędkością 190 km/h poziomy restauracji od pionu odchylają się o około 30 cm (chociaż w Sky Podzie, opisanym poniżej, wyraźne kołysanie da się odczuć już przy wietrze o prędkości 60 km/h, w przypadku odchyłów od osi na odległość większą niż 1 metr ze względów bezpieczeństwa poziom jest zamykany). Podwójne kuloodporne szyby w wyższych partiach wieży mają 6,4 i 9,5 mm grubości.

## Wykorzystanie CN Tower
Wieżę rocznie odwiedza ponad 2 miliony osób. Z myślą o nich przed paru laty kosztem 26 milionów rozbudowano jej podstawę, mieszczącą kawiarnie, sklepy, symulatory i centrum edukacyjne. Na zewnątrz jest ściana do wspinaczki i minigolf.
Największą atrakcją jest wjazd na samą górę. By dostać się na pierwszy poziom podróżuje się oszkloną windą z szybkością 6 m/s (zmniejszaną przy silnych wiatrach do 1,5 m/s). Podróż na 346 m wysokości trwa około minuty. Każda winda zawieszona jest na 8 linach, z których każda mogłaby utrzymać kabinę samodzielnie.
Obok 6 wind biegną najdłuższe stalowe schody świata, z 2579 stopniami, jednak oprócz specjalnych okazji, nie są dostępne dla turystów. Jedną z okazji jest coroczny bieg United Way, z którego dochód przeznaczony jest na cele charytatywne. Około 8 tysięcy osób wchodzi wtedy na sam szczyt, po dostępnych 1769 stopniach. Rekordowe podejście z 1989 roku trwało 7 minut i 52 sekundy. Do swojego rekordu schody wykorzystał także kaskader Roger Brown – w 1990 „spadał” po nich przez 1 godzinę 51 minut.
Tak niezwykły obiekt skłania do bicia różnych nietypowych rekordów. Był więc rzut jajkiem, wejście „człowieka pająka”, wspinanie się po linie, najdłużej trwające tyrolskie jodłowanie (7 godzin 29 minut), wjazd po schodach motorem, wyskakiwanie ze spadochronem, itp.

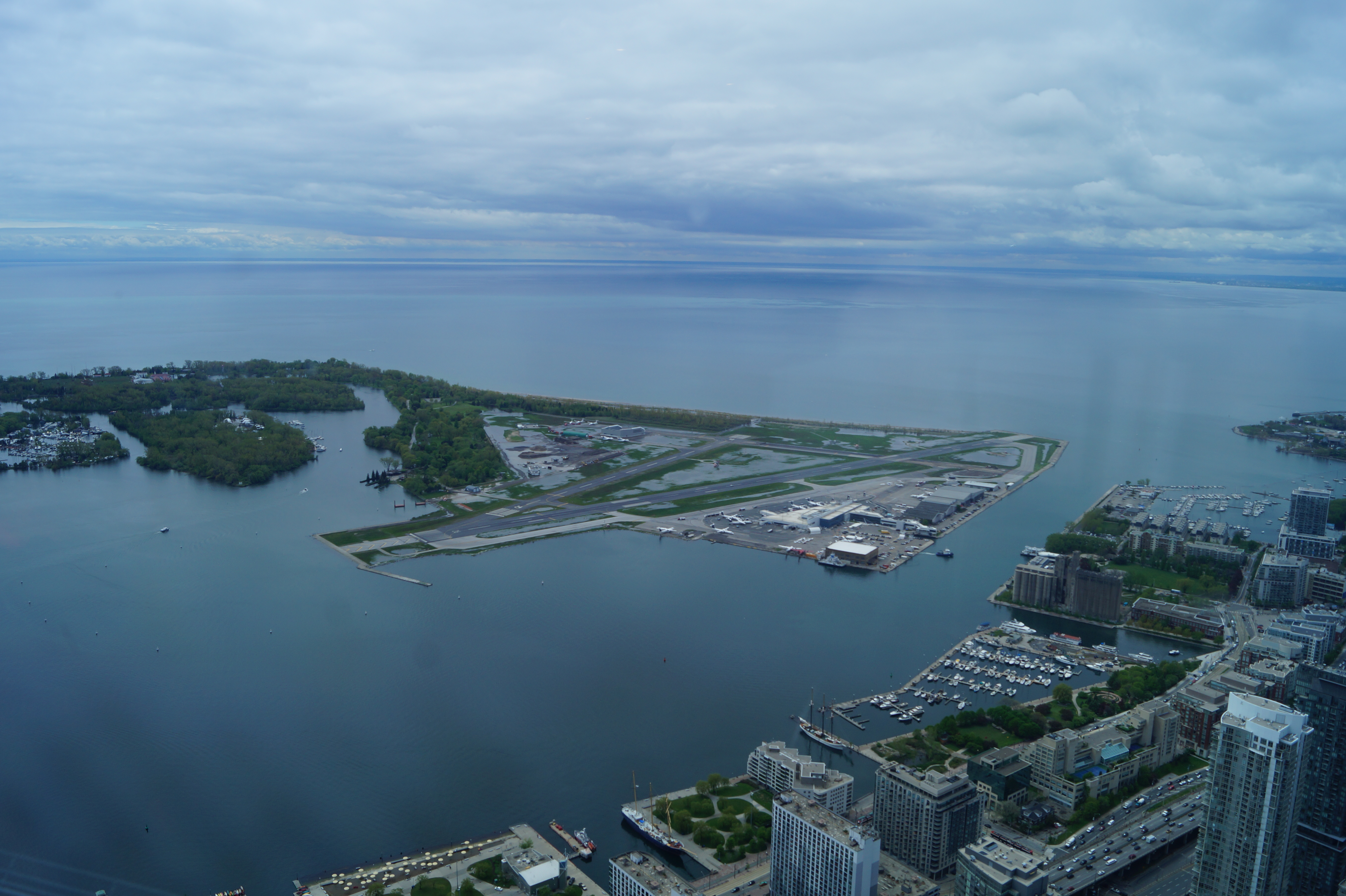
Widok z CN Tower na Toronto Island

Samą CN Tower może pochwalić się paroma niepobitymi rekordami wysokości. W 2000 odpalono tu najwyższe sztuczne ognie. Obrotowa restauracja 360, wykonująca pełny obrót co 72 minuty, znajduje się na wysokości 351 metrów i posiada najwyżej położoną „piwnicę winną”. Kawiarnia Horizon's Cafe położona jest na 346 metrach i gości 500 osób jednorazowo, a Sky Pod to najwyżej położona galeria obserwacyjna – znajduje się na wysokości 447 metrów. Widok z galerii sięga na odległość 160 km. Na 342 metrze wysokości znajduje się z kolei szklana podłoga o powierzchni 23,8 m², przez którą widać powierzchnię. Szklana posadzka skonstruowana jest z materiału o wytrzymałości pięciokrotnie przekraczającej normy.